# یان شوانکمایر
یان شوانکمایر (به چکی: Jan Švankmajer) (زاده ۴ سپتامبر ۱۹۳۴ در پراگ) هنرمند فراواقع‌گرای چکی است. او که با رسانه‌های مختلفی کار می‌کند، بیشتر به خاطر پویانمایی‌های فراواقع‌گرایانه و فیلم‌های بلندش شناخته شده‌است که الهام‌بخش هنرمندان بزرگ دیگری از قبیل تیم برتون، تری گیلیام و برادران کوای بوده‌است.
شوانکمایر در دهه‌های اخیر به خاطر استفادهٔ منحصر به فردش از تکنیک استاپ موشن و ساخت تصاویر فراواقع‌گرا، ترسناک و در عین حال مضحک مشهور شده‌است. او در حال حاضر نیز در پراگ مشغول فیلم‌سازی است.
از فیلم‌های بلند او می‌توان از فاوست (۱۹۹۴) که اقتباسی از اثر گوته است، و از فیلم‌های کوتاه به ابعاد مکالمه (عنوان اصلی: Moznosti dialogu) (۱۹۸۲) و غذا (عنوان اصلی: Jidlo) (۱۹۹۲) اشاره کرد.

## فیلم‌های بلند
- آلیس (۱۹۸۸)
- فاوست (۱۹۹۴)
- اوتیک کوچک (۲۰۰۰)
- جنون (۲۰۰۵)
- زنده ماندن (نظریه و تمرین) (۲۰۱۰)
- حشرات (۲۰۱۸)